# Paltakademien
Paltakademien är ett sällskap i Piteå, vars syfte är att arbeta för att sprida och utveckla palt, den välkända pitepalten och paltkulturen. Man har också som uppgift att licensiera restauranger. För att få en licens krävs att restaurangen ständigt har palt på menyn. Om restaurangen uppfyller villkoret att ständigt ha palt på sin meny, utfärdar Paltakademiens kanslichef ett skriftligt bevis, som erkänner kökets kompetens att tillaga och servera Pitepalt. I akademiens fälttåg ingår också att arrangera paltmiddagar i samarbete med restauranger runt om i landet. Det är fullt möjligt för vem som helst att ansöka om medlemskap i Paltakademien. Pitebon Tomas Riklund är Paltakademiens ständige ordförande.

## Kända medlemmar i akademien
- H.M. Konungen Carl XVI Gustaf
- H.M. Drottning Silvia
- H.K.H Kronprinsessan Victoria
- Carl-Jan Granquist, krögare och vinexpert
- Maud Adams, skådespelerska och före detta Bond-brud